# Río Pardo (Rio Grande do Sul)
El río Pardo es un corto río brasileño que discurre por el estado de Río Grande del Sur, Brasil. Es afluente del río Yacuí, junto a la ciudad de Rio Pardo. 

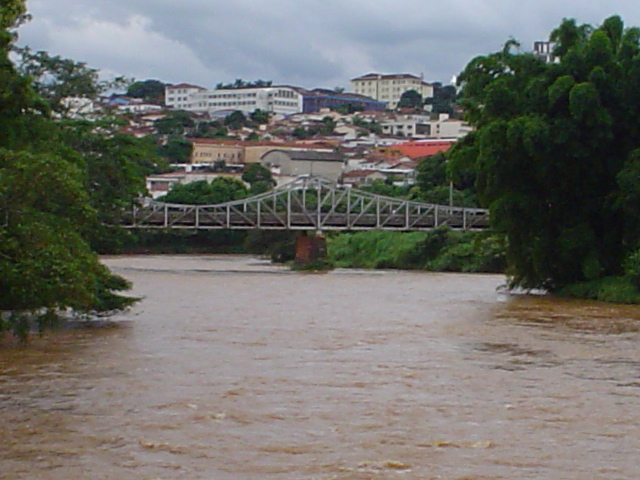
Río Pardo

Tiene cerca de 250 km de longitud.

## Características fluviales
Durante sus 250km de longitud, predomina una morfología sinuosa debido a la gran cantidad de rizos de su lecho, con ciertos tramos de pantanos artificiales de gran aprovechamiento hidroeléctrico. La mayor parte del recorrido se encuentra en planicie, por lo que puede clasificarse como un río Maduro. Se suceden estrechamientos mayoritariamente en Nascente do Rio Pardo, y los 70 Kilómetros subsiguientes hasta llegar a zonas de planicie para terminar con un caudal rebosante hasta su desembocadura en el río Yacuí.